# 513号华盛顿州州道
513号华盛顿州州道（英語：Washington State Route 513，SR 513）是一条长3.35-英里（5.39-）的华盛顿州州道，位于美国华盛顿州金县的西雅圖城市内部。公路南起520号华盛顿州州道，通过蒙特萊克大橋，穿过華盛頓大學校园，北至马格努森公园。